# Dorothea Wendebourg

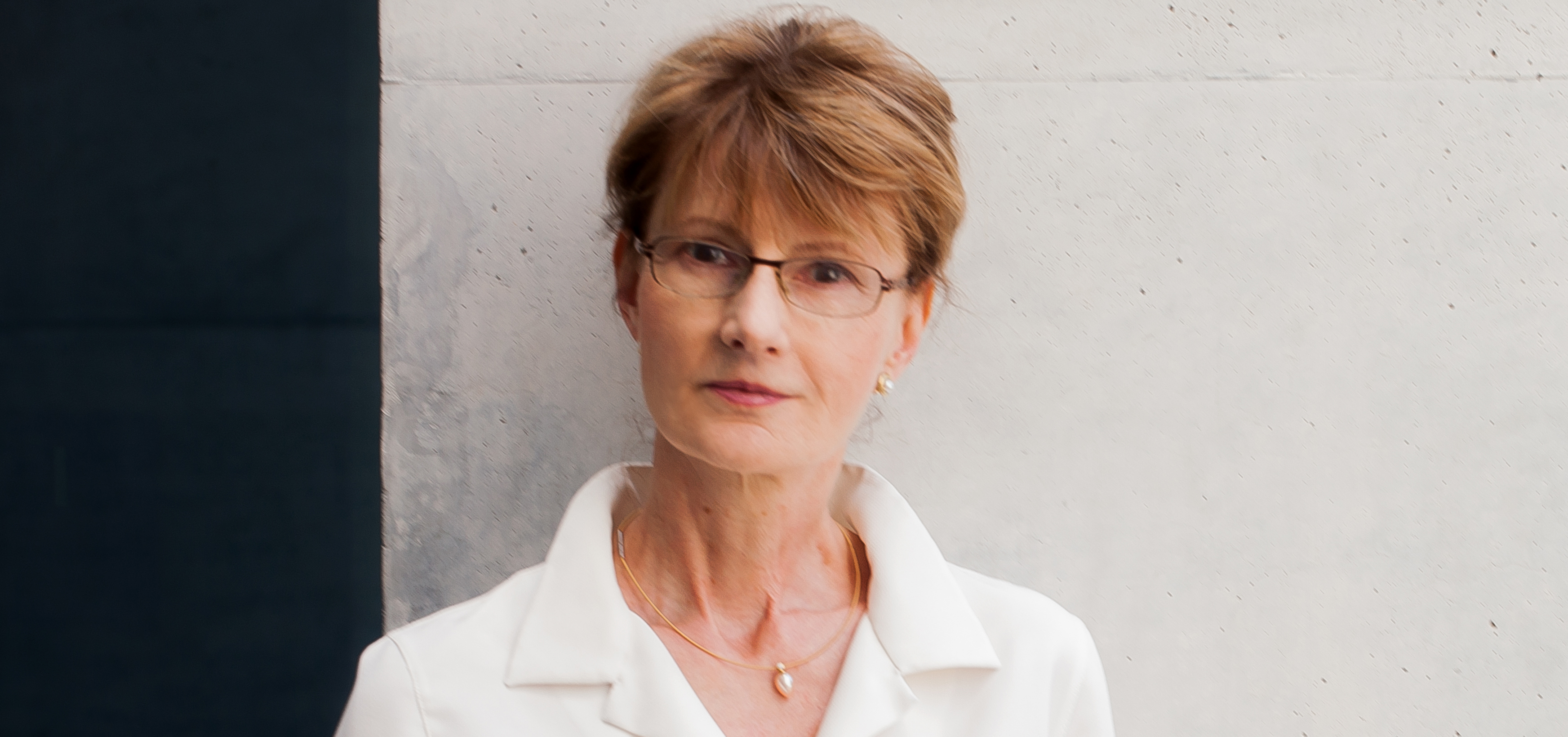
Dorothea Wendebourg (2018)

Dorothea Wendebourg (* 6. Juli 1952 in Langenberg (Rheinland)) ist eine deutsche evangelische Theologin (Kirchenhistorikerin).

## Leben
Dorothea Wendebourg legte nach ihrer Schulzeit in Sankt Andreasberg, München und Hannover ihr Abitur am Kaiser-Wilhelms-Gymnasium in Hannover ab. Sie studierte von 1969 bis 1974 Evangelische Theologie an den Universitäten in München und Heidelberg sowie am King’s College London. Nach dem Examen 1974 absolvierte sie ein Promotionsstudium am Pontificio Istituto Orientale in Rom und am Tantur Ecumenical Institute bei Jerusalem, bevor sie im Sommersemester 1978 mit der Dissertation Geist oder Energie. Zur innergöttlichen Verankerung des christlichen Lebens in der byzantinischen Theologie an der Evangelisch-theologischen Fakultät der Ludwig-Maximilians-Universität München zum Dr. theol. promoviert wurde. Ebendort war sie von 1978 bis 1986 Assistentin am Lehrstuhl für Alte Kirchengeschichte bei Georg Kretschmar, seit ihrer Habilitation im Wintersemester 1982/83 mit der Studie Reformation und Orthodoxie. Der ökumenische Briefwechsel zwischen der Leitung der Württembergischen Kirche und Patriarch Jeremias II. von Konstantinopel in den Jahren 1573-1581 auch Privatdozentin.
1983/84 nahm sie eine Gastdozentur am Lutheran Theological Seminary in Hongkong wahr. Im Jahr 1986 wurde sie Professorin für Kirchengeschichte an der Universität Erlangen, von 1987 bis 1996 war sie Professorin für Kirchengeschichte an der Universität Göttingen, von 1996 bis 2002 an der Universität Tübingen, und von 2002 bis 2017 hatte sie den Lehrstuhl für Mittlere und Neuere Kirchengeschichte / Reformationsgeschichte an der Theologischen Fakultät der Humboldt-Universität Berlin inne. 2012 lehrte sie als Gastprofessorin an der Duke University/USA.
Ihre Forschungsschwerpunkte, die sich im Laufe der Zeit von Ost nach West und von der patristischen und byzantinischen Zeit zur Neuzeit verschoben haben, liegen in der Kirchen- und Theologiegeschichte der Reformation samt ihrer Rezeptionsgeschichte, der Geschichte der Ökumene und der Liturgiegeschichte.
In verschiedenen internationalen Kommissionen (z. B. Lutherischer Weltbund – Orthodoxe Kirchen, Lutherischer Weltbund – Römisch-katholischer Rat für die Einheit der Christen, Kommission für Glaube und Kirchenverfassung des Ökumenischen Rates der Kirchen) war sie selbst an ökumenischen Gesprächen beteiligt.
Innerhalb Deutschlands saß sie wichtigen gesamtkirchlichen Gremien vor (Vorsitz des Theologischen Ausschusses der Vereinigten Evangelisch-Lutherischen Kirche Deutschlands (VELKD), lutherischer Vorsitz der Theologischen Kammer der Evangelischen Kirche in Deutschland). Ferner war sie Stellvertretende Vorsitzende des Wissenschaftlichen Beirates des Kuratoriums Luther 2017 der deutschen Bundesregierung und der EKD zur Vorbereitung des Reformationsjubiläums 2017. Neben ihrer wissenschaftlichen Arbeit bemüht sie sich um die Vermittlung zwischen historischer Wissenschaft und Öffentlichkeit in populären Printmedien und Radiosendungen.
Von 1999 an war sie mit dem emeritierten und 2021 verstorbenen Theologieprofessor Johannes Wallmann verheiratet.

## Schriften (Auswahl)
- Geist oder Energie. Zur Frage der innergöttlichen Verankerung des christlichen Lebens in der byzantinischen Theologie. Christian Kaiser, München 1980.
- Reformation und Orthodoxie. Der theologische Briefwechsel zwischen der Leitung der württembergischen Kirche und dem Ökumenischen Patriarchen Jeremias II. in den Jahren 1574-1581. Vandenhoeck & Ruprecht, Göttingen 1986.
- Reformationstheorien. Ein kirchenhistorischer Disput über Einheit und Vielfalt der Reformatio (zusammen mit Berndt Hamm und Bernd Moeller). Vandenhoeck & Ruprecht, Göttingen 1995.
- Die eine Christenheit auf Erden. Aufsätze zur Kirchen- und Ökumenegeschichte. Mohr, Tübingen 2000.
- Essen zum Gedächtnis. Der Gedächtnisbefehl in den Abendmahlstheologien der Reformatoren. Mohr, Tübingen 2009.
- Paul Gerhardt: Geistliche Lieder. Edition (in Zusammenarbeit mit Andreas Stegmann) und Einleitung. Reclam, Stuttgart 2013.
- So viele Luthers. Die Lutherjubiläen des 19. und 20. Jahrhunderts. EVA, Leipzig 2017.
- Gottesvolk und Gotteswort. Gesammelte Aufsätze zur Kirchengeschichte II. Hg. von Thomas Kaufmann und Andreas Stegmann. Mohr Siebeck, Tübingen 2022.

Zu Aufsätzen, Herausgeberschaften u. a. siehe die Website der Humboldt-Universität